# Georgina River
Der Georgina River ist ein Fluss im Osten des australischen Northern Territory und im Westen des Bundesstaates Queensland. Er ist neben dem Diamantina River und dem Cooper Creek der nordwestlichste der großen drei Flüsse des Channel Country. Nur in besonders nassen Jahren erreicht sein Wasser den Lake Eyre.

## Geografie

### Flusslauf
Der Fluss entsteht am Ostrand des Barkly Tableland an der Grenze zwischen Northern Territory und Queensland, rund 30 Kilometer nordwestlich von Camooweal aus dem Herbert River und fließt in einem Bogen nach Süden durch die Stadt und westlich des Camooweal-Caves-Nationalparks wieder in das Northern Territory. Ab der Mündung des Ranken River wendet er sich nach Südosten und überschreitet erneut die Grenze nach Queensland. Dort fließt er weiterhin nach Südosten, unterquert den Donohue Highway und folgt diesem fast bis zur Hauptstadt dieses Beckens, Boulia. Südlich der Stadt, bei Breadalbane an der Diamantina Developmental Road, geht der Georgina River in den Eyre Creek über.

### Nebenflüsse mit Mündungshöhen
- Herbert River – 241 m
- Elizabeth Creek – 239 m
- Pring Creek – 238 m
- Scrubby Creek – 235 m
- Emu Creek – 232 m
- Harvey Creek – 232 m
- Barwidgee Creek – 231 m
- Red Creek – 230 m
- Wonga Creek – 229 m
- Chester Creek – 229 m
- Ruby Creek – 228 m
- Caroline Creek – 226 m
- Nowranie Creek – 221 m
- Buckley River – 207 m
- Happy Creek – 200 m
- Shakespeare Creek – 198 m
- Ranken River – 197 m
- Gidyea Creek – 190 m
- Bybby Creek – 189 m
- Templeton River – 182 m
- Bull Creek – 181 m
- Woodroffe River – 172 m
- Racecourse Creek – 164 m
- Sandy Creek – 163 m
- Bannockburn Creek – 161 m
- Fifteen Mile Creek – 157 m
- Manner Creek – 156 m
- Seventeen Mile Creek – 155 m
- Mindylla Creek – 149 m
- Sandy Creek – 149 m
- Billy Creek – 148 m
- Pigeon Creek – 145 m
- Boundary Creek – 145 m
- Pituri Creek – 138 m
- Cottonbush Creek – 131 m
- Burke River – 130 m
- Hamilton River – 107 m

(Quelle:)

### Durchflossene Seen
Der Georgina River durchfließt etliche Wasserlöcher und Seen, die meist auch dann mit Wasser gefüllt sind, wenn der Fluss selbst trocken liegt:
- Keribobla Waterhole – 239 m
- Grassmere Waterhole – 234 m
- Lake Francis – 225 m
- Lake Canellan – 225 m
- Walbo Waterhole – 163 m
- Waukaba Waterhole – 162 m
- Bakers Lagoon – 161 m
- Tickita Waterhole – 157 m
- Lemo Waterhole – 156 m
- Lake Katherine – 152 m
- Weaner Waterhole – 150 m
- Sandy Waterhole – 148 m
- Muire Waterhole – 146 m
- Dip Waterhole – 146 m
- Yanko Waterhole – 145 m
- Budda Budda Waterhole – 144 m
- Rabbit Waterhole – 143 m
- Longreach Waterhole – 142 m
- Aldeys Waterhole – 142 m
- Midgingar Waterhole – 141 m
- Basin Waterhole – 140 m
- O. K. Waterhole – 137 m
- Charles Waterhole – 135 m
- Paravituari Waterhole – 125 m
- Wilberderry Waterhole – 114 m
- Hamilton Waterhole – 107 m

## Hydrologie
Das Einzugsgebiet des Georgina River umfasst rund 232.000 km², vergleichbar in etwa mit der Größe des Staates Victoria. Wegen der ariden Natur des Beckens beträgt der durchschnittlich Wasserabfluss aber nur etwa 0,7 km³/Jahr Es gibt aber so starke Schwankungen im Abfluss, dass – obwohl Wasserflussmessungen nicht ausreichend darüber Auskunft geben können – meteorologische Aufzeichnungen keinen Zweifel daran lassen, dass es viele Jahre ohne irgendeinen Wasserabfluss aus dem gesamten Becken gab (1905, 1928 und 1961 fallen zweifellos in diese Kategorie, ebenso wie vermutlich einige andere, wenn es ausreichend Daten gäbe), während in besonders nassen Jahre, wie 1974, 1977 und 2000, der Wasserabfluss bis zu 6,28 km³/Jahr und mehr betragen kann.
Obwohl der Georgina River als der trockenste der drei wichtigen Flüsse des Channel Country gilt, erreichte sein Wasser den Lake Eyre häufiger als das des Diamantina River oder des Cooper Creek. Einige von Wellen aufgehäufte Kieselterrassen legen den Schluss nahe, dass in der Mittelalterlichen Warmzeit (800 – 1000 n. Chr.) der Lake Eyre dauernd mit Wasser gefüllt war. Die deutliche Zunahme der Regenfälle im Northern Territory und auf den Weideflächen in South Australia und Western Australia seit Ende der 1960er-Jahre konnte man in Queensland nicht feststellen, und so muss man annehmen, dass ein verstärkter Treibhauseffekt in der Mittelalterlichen Warmzeit dazu führte, dass der Georgina River den Lake Eyre regelmäßig speiste. Allerdings gibt es für diese Annahme zu wenige Beweise.

## Landesnatur
Ein kleiner Teil der wilden Macdonnell Ranges gehört zwar ebenso zum Einzugsgebiet des Georgina River, aber der größte Teil dieses Einzugsgebietes ist so flach wie das des Diamantina River, auch wenn es im Nordwesten niedrige Gebirge gibt. Im Westteil des Beckens sind die Böden zu unfruchtbar, um Nahrung für Rinder und Schafe zu tragen, und ein Großteil dieses Gebietes sind Aboriginesreservat. Der Ostteil des Beckens um Boulia ähnelt sehr den Becken des Diamantina River und des Cooper Creek. Es handelt sich um grasbewachsene Ebenen, deren Böden aus Lehm bestehen und ziemlich fruchtbar sind. In nassen Jahren bieten sie gutes Viehfutter.

## Klima
Das Klima im Georgina-Becken ist meist etwas trockener als das im Diamantina-Becken oder im Cooper-Creek-Becken. Die durchschnittlichen jährlichen Regenfälle variieren zwischen etwa 400 mm nördlich von Camooweal und 225 mm in Bedourie. In sehr trockenen Jahren fallen nur etwa 100 mm/Jahr, während 1974, 1977 und 2000 in vielen Gebieten über 800 mm/Jahr und in einigen sogar bis zu 1.000 mm/Jahr zu verzeichnen waren.
Fast der ganze Regen fällt im Sommer und zwischen Mai und September stellt man häufig fast keine messbaren Regenfälle fest. In sehr nassen Sommermonaten, wie im Januar 1974 oder im März 1950, kann das Einzugsgebiet bis zu 350 mm/Monat erhalten oder auch 150 mm in ein oder zwei Tagen.
Es ist meist sehr heiß; die Tageshöchsttemperaturen liegen in den meisten Gebieten an über 225 Tagen/Jahr über 30 °C. Frost ist selten, wurde aber in allen Gebieten des Beckens gelegentlich registriert, wenn auch die Tageshöchsttemperaturen sogar im Juni und Juli um 25 °C liegen.

## Überschwemmungen
Bei starken Fluten kann der Georgina River am Oberlauf bereits eine Breite von 15 bis 20 Kilometern erreichen. Am Unterlauf liegt in diesen Fällen die Flussbreite bei 25 bis 30 Kilometern. Die Überschwemmungen können monatelang andauern, was zu einer Unterbrechung der Straßen- und Eisenbahnverbindungen führen kann. Die höchste Flut wurde im Januar 1974 verzeichnet.